# Megalophanes pectinicornis
Megalophanes pectinicornis är en fjärilsart som beskrevs av Giovanni Antonio Scopoli 1763. Megalophanes pectinicornis ingår i släktet Megalophanes och familjen säckspinnare. Inga underarter finns listade i Catalogue of Life.